# Placówka Straży Granicznej I linii „Pisarzowice”
Placówka Straży Granicznej I linii „Pisarzowice” – jednostka organizacyjna Straży Granicznej pełniąca służbę ochronną na granicy polsko-niemieckiej w okresie międzywojennym.

## Geneza
Na wniosek Ministerstwa Skarbu, uchwałą z 10 marca 1920 roku, powołano do życia Straż Celną. Od połowy 1921 roku jednostki Straży Celnej rozpoczęły przejmowanie odcinków granicy od pododdziałów Batalionów Celnych. Proces tworzenia Straży Celnej trwał do końca 1922 roku. 
W 1921 roku na terenie Słupi stacjonował sztab 1 kompanii 14 batalionu celnego. 1 kompania w Pisarzowicach wystawiła placówkę. 
23 października 1921 roku od 14 batalionu celnego ochronę granicy państwowej przejęła  Straż Celna. Nowo powstały komisariat SC „Miechów” zorganizował swoje placówki. W listopadzie 1922 roku nastąpiła reorganizacja.  Do komisariatu „Miechów” dołączono placówkę SC w Pisarzowicach będącą wcześniej w składzie komisariatu SC „Niwki Ksiażęce”. W 1926 placówka Straży Celnej „Pisarzowice” pozostawała w podporządkowaniu komisariatu Straży Celnej „Miechów” z Inspektoratu SC „Ostrów”.

## Formowanie i zmiany organizacyjne
Rozporządzeniem Prezydenta Rzeczypospolitej Polskiej Ignacego Mościckiego z 22 marca 1928 roku, do ochrony północnej, zachodniej i południowej granicy państwa, a w szczególności do ich ochrony celnej, powoływano z dniem 2 kwietnia 1928 roku  Straż Graniczną.
Rozkazem nr 3 z 25 kwietnia 1928 roku w sprawie organizacji Wielkopolskiego Inspektoratu Okręgowego dowódca Straży Granicznej gen. bryg. Stefan Pasławski określił strukturę organizacyjną komisariatu SG „Słupia”. Placówka Straży Granicznej I linii „Pisarzowice” znalazła się w jego strukturze.
Rozkazem nr 11 z 9 stycznia 1930 roku  o reorganizacji Wielkopolskiego Inspektoratu Okręgowego komendant Straży Granicznej płk Jan Jur-Gorzechowski ustalił numer i organizację samodzielnego już komisariatu „Kobyla Góra”. Placówka weszła w jego skład.

## Służba graniczna
Placówka w 1934 roku mieściła się w budynku wynajmowanym przez Skarb Państwa. W budynku zakwaterowani byli dwaj samotni szeregowi. Pozostali wynajmowali mieszkania prywatnie na wsi.
Sąsiednie placówki:
- placówka Straży Granicznej I linii „Rybin” ⇔ placówka Straży Granicznej I linii „Kozia Wielka” − 1928[8]
- placówka Straży Granicznej I linii „Rybin” ⇔ placówka Straży Granicznej I linii „Słupia” − styczeń 1930[9]